# Myllita auriculata
Myllita auriculata is een tweekleppigensoort uit de familie van de Lasaeidae. De wetenschappelijke naam van de soort is voor het eerst geldig gepubliceerd in 1891 door E.A. Smith.